# Landkreis Meißen (1996-2008)
Landkreis Meißen is een voormalig Landkreis in de Duitse deelstaat Saksen. Het had een oppervlakte van 631,69 km² en een inwoneraantal van 148.268 (31 december 2007).
Bij de herindeling Saksen 2008 ging het op in het nieuwe Landkreis Meißen.

## Steden en gemeenten
Het oude Landkreis omvatte de volgende steden:
| Steden                                                              | Gemeenten |
| ------------------------------------------------------------------- | --- |
| 1. Coswig 2. Lommatzsch 3. Meißen 4. Nossen 5. Radebeul 6. Radeburg | 1. Diera-Zehren 2. Käbschütztal 3. Ketzerbachtal 4. Klipphausen 5. Leuben-Schleinitz 6. Moritzburg 7. Niederau 8. Triebischtal 9. Weinböhla |

In het Landkreis lag één zogenaamde Verwaltungsgemeinschaft. Dit kun je vergelijken met de Nederlandse kaderwetgebieden, maar in Duitsland heeft het andere taken dan in Nederland. De Verwaltungsgemeinschaft is:
- Ketzerbachtal (Ketzerbachtal, Leuben-Schleinitz)